# رولاند كلوتير
رولاند كلوتير هو لاعب هوكي جليد كندي، ولد في 6 أكتوبر 1957 في رووان نوراندا في كندا.

## وصلات خارجية
- رولاند كلوتير على موقع دوري الهوكي الوطني (الإنجليزية)
- رولاند كلوتير على موقع EliteProspects.com (الإنجليزية)
- رولاند كلوتير على موقع HockeyDB.com (الإنجليزية)
- رولاند كلوتير على موقع Hockey-Reference.com (الإنجليزية)